# KV16
Le tombeau KV 16 situé dans la vallée des Rois, dans la nécropole thébaine sur la rive ouest du Nil face à Louxor en Égypte, a été utilisé comme sépulture pour Ramsès Ier de la XIXe dynastie. Il a été découvert par Giovanni Belzoni le 10 octobre 1817.
Ramsès Ier ayant régné moins de deux ans, son tombeau est plutôt tronqué (seulement 29 mètres de long), composé de deux escaliers descendants reliant un couloir en pente et menant à la chambre funéraire flanquée de petites niches. Le projet devait prévoir initialement plusieurs salles et descenderies mais le trépas prématuré du roi ne permis pas d'aller au-delà. La salle aménagée fut transformée en caveau et décorée pour les funérailles du roi, comme le tombeau KV57 de Horemheb, avec des passages du Livre des Portes.
La ressemblance stylistique des fresques des deux tombeaux est d'ailleurs remarquable. Les personnages divins et Ramsès qui illustrent les parois apparaissent sur un fond bleu à l'instar de son prédécesseur donc mais également d'Amenhotep III.
Le sarcophage est taillé et sculpté dans un bloc de quartzite rouge.